# Yoru (personaje)
Ryo Kiritani (en nihongo; 桐谷 諒) más conocido como Yoru es un personaje que pertenece al videojuego (creado por Riot Games), Valorant. Fue revelado oficialmente el 9 de enero de 2021.

## Historia
Ryo Kiritani es un hombre radiante de Tokio, Japón dedicado a descubrir su pasado. Interesado específicamente en sus antepasados y en una antigua orden de samuráis, la búsqueda de Kiritani no ha dejado de llevarle al puerto de contenedores S22 de Kingdom. En su primera visita, irrumpió en las instalaciones y robó una máscara de una armadura samurái que le permitía ver en otra dimensión. Más tarde fue reclutado por el Protocolo VALORANT como su decimoquinto agente, "Yoru", y poco después su familiaridad con S22 le llevó a regresar allí para evitar la detonación de un pico por hostiles de la Tierra Omega.
Sin embargo, Yoru, que aún no había terminado con S22, continuó regresando al lugar a pesar de tener otras misiones que realizar para el Protocolo y en contra del consejo de sus superiores. Su investigación le llevó a descubrir nueva información relacionada tanto con la radianita como con la dimensión alternativa a la que podía acceder y entrar con sus poderes. Al encontrar una parte de la nave con tejido dimensional más antiguo, Yoru cayó de repente en un espacio que le pareció como si viajara desde "ahora hasta entonces". Avanzó todo lo que pudo y oyó la voz de una mujer que le llamaba, una voz que creyó reconocer, pero antes de que pudiera responderle, la grieta se cerró.
Con aún más preguntas, Yoru sigue investigando mientras trabaja como agente de VALORANT, y espera que algún día los dirigentes del Protocolo vean la utilidad de investigar estos sucesos junto con él.

## Personalidad
Yoru es innegablemente arrogante, y es conocido por molestarse e irritarse fácilmente con la gente, incluidos sus propios compañeros de equipo. Actúa principalmente como un lobo solitario, prefiriendo derribar equipos enemigos enteros por su cuenta, y al principio ha demostrado cooperar con su equipo sólo a regañadientes, pero con el tiempo se convertiría en un jugador de equipo. Yoru, el poderoso caminante de la grieta que es, se tiene en gran estima a sí mismo y a sus habilidades, y siempre desprecia a sus enemigos y se refiere a ellos como "pececillos", nada más que peces pequeños. Yoru también es capaz de acabar con veinte enemigos a la vez él solo. Aunque algunas de estas acciones son consideradas heroicas por los transeúntes cuando se utilizan para poner orden en las calles, al propio Yoru no le gusta que le consideren un salvador o un héroe por lo que hace.
Aunque es irritable, no es impulsivo ni impaciente. De hecho, sus poderes le obligan a pensar estratégicamente mientras se mueve tras las líneas enemigas sin ser visto, y se toma su tiempo a la hora de colocarse en posición para asegurarse de abatir a sus oponentes a la perfección. Esto se vio en "RETAKE", donde se defendió de los agentes de Omega en la isla de Bennett con más conciencia, en contraposición a la carrera ciega de Phoenix hacia el enemigo.

## Apariencia
Yoru tiene el pelo en punta con dos tonos de azul, uno claro y otro mucho más oscuro. Luce un piercing negro en el lóbulo de cada oreja y una hendidura en la ceja izquierda. La parte más notable de su uniforme es su exclusiva chaqueta azul con dos pinchos en ambos hombros, una insignia naranja que representa una calavera impresa en los hombros y su logotipo, parecido a un lobo, incrustado en la espalda. También lleva pantalones y zapatos negros.
Cuando Yoru activa su habilidad definitiva, se pone una máscara de samurái con la ilustración de una boca con dos colmillos.